# Gilbert and George

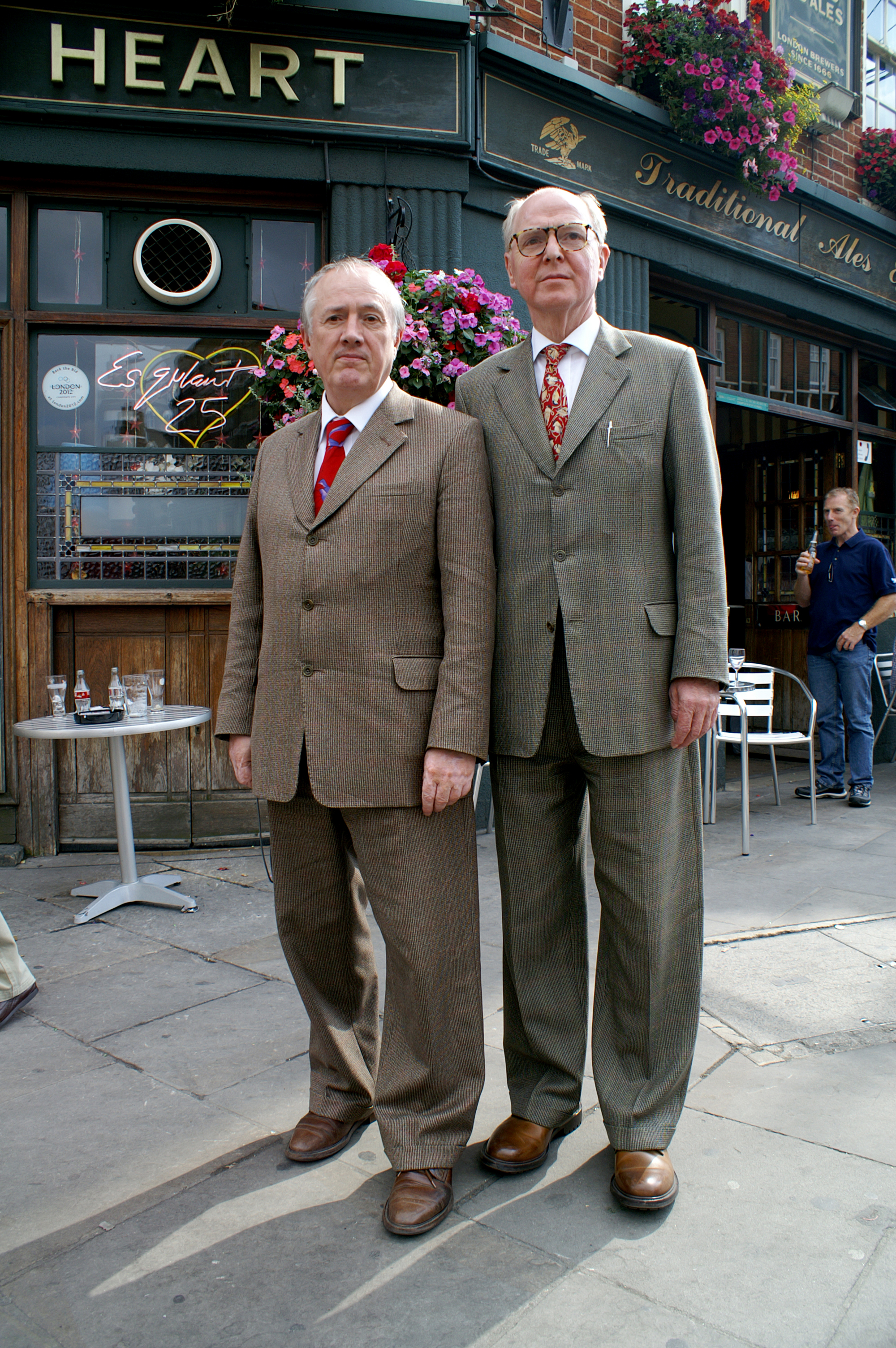
Gilbert & George 2007.

Gilbert and George är en konstnärsduo som har samarbetat sedan 60-talet; de har visats på museer och gallerier över hela världen.
Gilbert Prousch (född 1943 i Italien) och George Passmore (född 1942 i Storbritannien) inledde sitt arbete tillsammans då de började studera på Central Saint Martins College of Art and Design. Konstnärerna bor tillsammans på Fournier Street i Spitalfields, London.

## Sjungande och levande skulpturer
Medan de fortfarande var studenter gjorde Gilbert & George "The Singing Sculpture" (Den Sjungande Skulpturen), som visades för första gången på Nigel Greenwood Gallery 1970. I verket täckte de sina huvuden och händer med pulverfärg, klädda i kostymer stod de på ett bord och sjöng med i låten Underneath the Arches. Kostymerna de använde kom att bli ett av deras signum och de ses sällan utan dem. Vid ungefär samma tid utropade paret sig själva som levande skulpturer vilket för Gilbert & George innebär att de själva och allt de gör är konst.

## Bilderna
Paret har också arbetat mycket med storskaliga fotografibaserade verk. Tidiga verk är svartvita, ofta innehållande detaljer utförda för hand. I och med ny teknik användes senare professionella storformatsskrivare för att ta fram de monumentala bilderna. De ämnen som tas upp i bilderna är varierande men innehåller ofta paret själva tillsammans med ord och andra bilder, ett slags collage. Vissa av bilderna kan beskrivas som politiska och andra har innehållit avbildningar av genitalier och avföring.

## Priser
Gilbert & George har vunnit många priser, däribland Turnerpriset 1986 och Regione Lazio Award 1981. De representerade Storbritannien på 2005 års upplaga av Venedigbiennalen.